# Jeffrey Catherine Jones
Jeffrey Catherine Jones, född 10 januari 1944, död 19 maj 2011, var en amerikansk konstnär. Jones var verksam som illustratör, målare och serieskapare från 1960- till 2000-talet. Produktionen inkluderade över 150 olika omslag till olika böcker fram till 1976 samt en hel del måleri under senare år. Illustratören och serieskaparen Frank Frazetta ansåg att Jones var den bästa nu levande målaren. Även om Jones först blev känd under namnet Jeff Jones och under flera decennier levde som man, ändrade hon senare sitt namn och genomgick könsbyte.

## Biografi

### Tidiga år
Jeffrey Durwood Jones föddes och växte upp i Atlanta i den amerikanska delstaten Georgia. Under sina barnaår upprätthöll hennes far en utrikes tjänst inom det militära. Hon tog examen vid Georgia State College och beundrade verk av konstnärer som Johannes Vermeer, Giovanni Battista Tiepolo, and Rembrandt.

### Tidiga karriär
Jones första publicerade tecknade serie trycktes i nummer 1 av Blazing Combat (oktober 1965), utgiven av Warren Publishing. Jones målade bokomslag, inklusive pocketboksutgåvor för Ace Books. I början av 1970-talet bidrog hon också med illustrationer till Ted Whites tidning Fantastic. Jones tecknad även omslag och korta serier för ett antal serieförlag, inklusive DC Comics, Skywald Publications och Warren (dock undveks superhjältegenren).

Jones nominerades 1967 till Hugo Award som bästa fan-tecknare och som bästa professionella tecknare 1970, 1971, and 1972. 1975 nominerades hon till World Fantasy Award som bästa tecknare, och hon vann priset 1986. Dessutom nominerades Jones 1999 till Chesley Award.

### The Studio
Under åren 1972–75 hade Jones en helsida i varje nummer av National Lampoon med titeln Idyl. Åren 1975 till 1979 delade hon ateljé i Manhattan-kvarteret Chelsea med Bernie Wrightson, Barry Windsor-Smith och Mike Kaluta – kvartetten kallade sig för det gemensamma namnet "The Studio"; 1979 publicerade förlaget Dragon's Dream en samlingsvolym med deras arbeten.
I början av 1980-talet hade Jones den återkommande serien I'm Age i serietidningen Heavy Metal. Serieskaparna Walt Simonson och J. D. King sa att Jones vid den tiden börjat intressera sig för expressionismen och att hon därefter inte längre vara lika verksam som serieskapare.

### Familj och könsbyte
1964 blev Jones, under studierna vid Georgia State College, bekant med Mary Louise Alexander (senare Louise Simonson). De två började umgås och gifte sig slutligen 1966. Parets dotter Julianna föddes året därpå. Efter genomgången examen flyttade familjen till New York, för att i början av 1970-talet skilja sig.

Som vuxen förklarade Jones att hon ända sedan mycket tidiga år ville vara en flicka. Hon tog itu med det här ämnet 1998 och inledde könsförändrande hormonbehandling.

### Sista tid
Jones personliga Facebook-profil meddelade den 19 maj 2011 att hon avled tidigare samma dag, omgiven av hennes närmaste.  Hon efterlämnade sin dotter.

### Böcker på engelska
- Age of Innocence: The Romantic Art of Jeffrey Jones (39 sidor), Underwood Books, augusti 1994, ISBN 978-0887331855
- The Art of Jeffrey Jones (160 sidor), Underwood Books, oktober 2002, ISBN 978-1887424578
- Jeffrey Jones Sketchbook (107 sidor), Vanguard Productions, april 2007, ISBN 978-1887591102
- Absolute Death, inkluderande "A Winter's Tale" (en sexsidig korthistoria skriven av Neil Gaiman och tecknad av Jones; 360 sidor), DC Comics, oktober 2009, ISBN 978-1401224639
- Jeffrey Jones: A Life in Art (256 sidor), IDW Publishing, januari 2011, ISBN 978-1600107375
- Jeffrey Jones: The Definitive Reference (178 sidor), Vanguard Productions, maj 2013, ISBN 978-1934331545

### Boköversättningar (urval)
- Comics & Zeichnungen (168 sidor), förord av Horst Schröder, Volksverlag Comics Companie, 1978. ISBN 9783882482126 (tyska)
- Idyl, (olika nummer av) Tung Metall, 198x-xx (svenska)

### Tidningsserier
Förlag och tidningar nedan listas kronologiskt, efter första bidrag.
Warren Publishing
- Blazing Combat #1 (1965)
- Comix International #3 (1975)
- Creepy #16, 29, 91, 103, 120 (1967–80)
- Eerie #11-12, 15, 27 (1967–70)
- Vampirella #4-5, 9, 12, 27, 32-34, 50, 83 (1970–79)

Charlton Comics
- Flash Gordon #13 (1969)

DC Comics
- Showcase #83-84 (Nightmaster) (1969)
- The Witching Hour #14 (1971)
- The Dark Mansion of Forbidden Love #3 (omslag) (1972)
- Wonder Woman #199-200 (omslag) (1972)[8]
- Heroes Against Hunger #1 (1986)
- Vertigo: Winter's Edge #2 (1999)
- Batman Black and White Vol. 1 (2007)

Skywald Publications
- Psycho #5-6, 9, 12 (1971-1973)
- Nightmare #6-7 (omslag), 21 (1971–74)

NL Communications, Inc
- National Lampoon #v1 #28, 35, 38-39, 46-52, 54, 56-60 (1972–75)

Last Gasp
- Spasm #1 (1973)

Marvel Comics
- Savage Sword of Conan #5 (1975)
- Epic Illustrated #10, 19, 25, 30 (1982–85)
- Heroes for Hope Starring The X-Men #1 (1985)
- Conan Saga #31 (1989)

HM Communications, Inc
- Heavy Metal #v4 #2, 11; #v5 #3-4, 6-12; #v6 #2-12; #v7 #1-12' #v8 #1-4; #v11 #2 (1981–87)

Pacific Comics
- Alien Worlds #4 (1983)
- Berni Wrightson: Master of the Macabre #4 (1984)
- Pathways to Fantasy #1 (1984)
- Ravens and Rainbows #1 (1983)

Spiderbaby Grafix
- Taboo #5 (1991)

Topps Comics
- Jurassic Park (pocket) (1993)

Fantagraphics Books
- Jones Touch #1 (1993)
- Vaughn Bodé's Erotica #2 (introduktion) (1996)

TwoMorrows Publishing
- Streetwise #1 (2000)

Renaissance Press
- The Forbidden Book #1 (2001)